# استریکر (فیلم)
استریکر (انگلیسی: Stryker) یک فیلم است که در سال ۲۰۰۴ منتشر شد.